# Robert Bosch
Robert Bosch (23. září 1861, Albeck (dnes část Langenau u Ulmu) – 12. března 1942, Stuttgart), strýc Carla Bosche, byl německý vynálezce a podnikatel, zakladatel firmy Robert Bosch GmbH.

## Život
V roce 1886 ve Stuttgartu založil dílnu pro jemnou mechaniku, ze které později vznikla firma Robert Bosch GmbH. Tato i v sociální sféře pokroková firma, jež v roce 1906 zavedla osmihodinovou pracovní dobu, vyráběla nízkonapěťové magnetické zapalovače pro spalovací motory, které Bosch vyvinul. Již předtím roku 1902 se Bosch zasloužil o vylepšení vysokonapěťového zapalování pomocí magneta (používalo zapalovací svíčky Bosch), které bylo velmi důležité pro moderní spalovací motory. Zkonstruoval také i další elektrické součásti motorových vozidel, například startér. Jeho vozidla měla jako první jednotně elektrickou výbavu.

V roce 1910 si nechal v domovském Stuttgartu vystavět vilu o 25 pokojích pod taktovkou architektů Jakoba Früha und Carla Heima, kde dnes sídlí nadace Robert Bosch Stiftung.

Robert Bosch byl za své zásluhy v roce 1984 uveden do Automotive Hall of Fame.